# Lasse Spang Olsen
Lasse Spang Olsen (Virum, 23 d'abril de 1965) és un director de cinema, Guionista i actor de cinema danès.

## Biografia
Lasse Spang Olsen és fill de l'il·lustrador i autor danès Ib Spang Olsen (1921–2012).Ara és un dels directors de cinema danesos més famosos. Després de formar-se com a càmera i de veure la pel·lícula d'acrobàcies Tænk at de dar, ell i el seu germà Martin Spang Olsen van decidir convertir-se en dobles. Va fundar la primera escola d'acrobàcies de cinema de Dinamarca el 1985.

## Filmografia
- Verdens centrum - i Mayalandet (1992) documental
- Hvordan vi fik vores naboer ( 1993 ) curtmetratge
- Hvor ligger Painful City? (1993)
- Operation Cobra (pel·lícula) (1995)
- Davids bog (1996)
- I Kina spiser de hunde (1999)
- Jolly Roger (2001)
- Gamle mænd i nye biler (2002)
- Inkasso (2004)
- Den gode strømer (2004)
- Den Sorte Madonna (2007)
- Den Sidste Rejse (2011)

## Premis
A la XXIII edició de la Mostra de València va guanyar el premi del públic amb Gamle mænd i nye biler